# بيتر إيزاك
بيتر إيزاك (بالإنجليزية: Peter Isaacs)‏ هو لاعب كرة قدم جامايكي، ولد في 18 أغسطس 1968 في كينغستون في جامايكا. شارك مع منتخب جامايكا لكرة القدم. أما مع النوادي، فقد لعب مع أتلاتيكو إيرابواتو.

## وصلات خارجية
- بيتر إيزاك على موقع قاعدة بيانات كرة القدم.إي يو (الإنجليزية)